# Ернестина Шарлота фон Насау-Зиген
Ернестина Шарлота фон Насау-Зиген (на немски: Ernestine Charlotte von Nassau-Siegen; * 23 октомври 1623, вер. Брюксел; † 15 август 1668, Менгерскирхен), е графиня от Насау-Зиген и чрез женитба княгиня на Насау-Хадамар. Тя е художничка.

## Живот
Дъщеря е на граф Йохан VIII фон Насау-Зиген (1583 – 1638).
Тя расте в Брюксел и рисува най-вече жени. Някои от нейните картини са запазени и се намират в Лобковиц-сбирката в Прага.
Ернестина Шарлота иска първо да влезе в манастир, но се сгодява и след 9 години се омъжва на 30 януари 1650 г. в Брюксел за братовчед си княз Мориц Хайнрих фон Насау-Хадамар (1626 – 1679). Тя е първата му съпруга.

## Деца
- Ернестина Лудовика (1651 – 1661)
- Йохан Ламорал Херман Франц (1653 – 1654)
- Филип Карл (1656 – 1668)
- Франц Каспар Ото (1657 – 1659)
- Клаудия Франциска (1660 – 1680), омъжена на 18 юли 1677 в Хадамар за княз Фердинанд Август фон Лобковиц (1655 – 1715)
- Максимилиан Август Адолф (1662 – 1663)